# Шарговац
Шарговац (прије Српски Милановац) је насељено мјесто и мјесна заједница на подручју града Бање Луке, Република Српска, БиХ. Осим насељеног мјеста Шарговац, овој МЗ од 2010. године припада и дио насељеног мјеста Бање Луке.

## Историја
Усташе су 7. фебруара 1942. упале у школу и од тадашње учитељице Добриле Мартиновић тражиле да одвоји српску дјецу. Након одвајања, усташе су српску дјецу побиле на клупама, степеницама и ходнику школе. Након покоља, усташе су учитељицу присилиле да у дневник поред имена сваког дјетета упише да је умрло 7. фебруара 1942. Учитељица је по завршетку Другог свјетског рата премјештена из ове школе а дневник се чува у Архиву Републике Српске.
О усташком покољу који се десио у овом насељу 1942, књижевник и професор Тихомир Левајац је написао књигу „Прича која лута свијетом“ (2011) која је преведена на 17 језика.

## Спомен-плоча
Спомен-плоча је подигнута у знак сјећања на 52 основца који су 7. фебруара 1942. страдали у усташком покољу. Налази се на згради Основне школе „Ђура Јакшић“. Подигнута је 7. фебруара 2012.

## Спорт
Шаговац је сједиште фудбалског клуба Будућност.

## Становништво
| Националност       | 1991. | 1981. | 1971. | 1961. |
| Хрвати             | 1.098 | 1.020 | 948   | 903   |
| Срби               | 136   | 82    | 44    | 28    |
| Југословени        | 34    | 62    |       |       |
| Муслимани          | 7     | 1     |       |       |
| Црногорци          |       | 1     | 1     |       |
| Словенци           |       | 2     |       | 1     |
| остали и непознато | 38    | 3     | 1     |       |
| Укупно             | 1.313 | 1.171 | 994   | 933   |

| Демографија | Демографија | Демографија |
| Година      | Становника  | Становника  |
| ----------- | ----------- | ----------- |
| 1921.       | 606         |             |
| 1948.       | 878         |             |
| 1953.       | 917         |             |
| 1961.       | 933         |             |
| 1971.       | 994         |             |
| 1981.       | 1.171       |             |
| 1991.       | 1.324       |             |
| 2013.       | 3.019       |             |